# Wektor plazmidowy
Wektor plazmidowy – wektor oparty na plazmidzie. Dobry wektor tego typu powinien zawierać miejsca rozcinane przez enzymy restrykcyjne, przy czym z reguły dany plazmid posiada kilka takich miejsc dla kilku różnych enzymów. Miejsca te są zwykle zgromadzone w pojedynczym obszarze, zwanym polilinkerem. By wprowadzić obcy DNA do wektora, należy wyciąć żądany fragment (gen) z większej cząsteczki (na przykład chromosomu lub innego plazmidu) za pomocą enzymu restrykcyjnego pozwalającego na uzyskanie wolnych końców, które można połączyć z wolnymi końcami przeciętego plazmidu. Mogą to być komplementarne końce lepkie lub tępe. Obcy DNA łączy się z plazmidem w reakcji prowadzonej przez ligazę.
Do wprowadzania plazmidów do wnętrza komórki bakteryjnej przydatna jest metoda zwana transformacją. Polega ona na osłabieniu ściany komórkowej bakterii w celu uczynienia jej przepuszczalną dla plazmidu. Wówczas można do komórki wprowadzić plazmidy, które w czasie podziału przekazywane są do komórek potomnych. Hodowla mikroorganizmów na odpowiednim podłożu pozwoli wyselekcjonować komórki zawierające zrekombinowany plazmid.
W przypadku jednak bezpośredniego wprowadzenia plazmidu do organizmu, może dojść do indukcji odpowiedzi immunologicznej, poprzez ekspresję odpowiednich genów w komórkach układu odpornościowego, do którego plazmid został wprowadzony. Genów tych jest ponad 400, z czego większość odpowiada bezpośrednio za obronę przed obcym materiałem genetycznym, a reszta m.in. za indukcję apoptozy, transdukcji sygnałów wewnątrzkomórkowych, czy regulację metabolizmu komórki.